# Берні Федерко
Бернард Аллан Федерко (англ. Bernard Allan Federko; 12 травня 1956, Фоум-Лейк, Саскачеван, Канада) — канадський хокеїст українського походження, центральний нападник. 
Член зали слави хокею (2002).

## Хокейна кар'єра
Виступи на хокейних майданчиках Берні Федерко розпочав у команді Західної хокейної ліги «Саскатун Блейдс». За цей клуб провів три сезони. В останньому — найрезультативніший гравець команди, за 72 матчі набрав 187 очок (72 закинуті шайби + 115 результативних передач).
На драфті 1976 року, у першому раунді, був обраний до складу «Сент-Луїс Блюз». Перші півсезона провів у фарм-клубі «Канзас-Сіті Блюз», а потім був запрошений до основного складу.
За клуб з Сент-Луїса Федерко провів дванадцять з половиною сезонів. За цей час чотири рази набирав у чемпіонаті більше 100 очок, а ще п'ять — понад 90. Але в «епоху Грецкі» це мало кого дивувало. Став першим гравцем в історії Національної хокейної ліги, якому вдалося десять сезонів поспіль віддавати  понад 50 результативних передач. Двічі брав участь у матчах «Всіх зірок НХЛ» (1980, 1981). У 1986 році, в опитуванні одного з північноамериканських хокейних журналів, Берні Федерко був визнаний самим недооціненим хокейним талантом ліги. 19 березня 1988 став 22-м гравцем НХЛ, якому вдалося набрати 1000 очок за кар'єру.
Свій останній сезон (1989/90) провів у складі «Детройт Ред-Вінгс».
З 16 березня 1992 року №24, під яким виступав Берні Федерко, не використовується у клубові «Сент-Луїс Блюз». З 2002 року член зали слави хокею в Торонто.
По завершенні кар'єри хокеїста працював коментатором на домашніх матчах «Сент-Луїса».

## Рекорди «Сент-Луїса»
Берні Федерко, за тривалий час виступів в цій команді, встановив декілька клубних рекордів:

### Регулярний чемпіонат
- Найбільше матчів — 927.
- Найбільше очок — 1073.
- Найбільше результативних передач — 721.

### Плей-офф
- Найбільше результативних передач — 66.
- Найбільше очок за сезон — 21.
- Найбільше результативних передач за сезон — 15.

## Статистика
Скорочення: І = Ігри, Г = Голи, П = Паси, О = Очки, Штр = Штрафний час у хвилинах
| 1973-74      | «Саскатун Блейдс»   | ЗХЛ          | 68   | 22  | 28  | 50   | 19  |    |    |    |     |    |
| 1974-75      | «Саскатун Блейдс»   | ЗХЛ          | 66   | 39  | 68  | 107  | 30  | 17 | 15 | 7  | 22  | 8  |
| 1975-76      | «Саскатун Блейдс»   | ЗХЛ          | 72   | 72  | 115 | 187  | 106 | 20 | 18 | 27 | 45  | 8  |
| 1976-77      | «Канзас-Сіті Блюз»  | ЦХЛ          | 42   | 30  | 39  | 69   | 41  |    |    |    |     |    |
| 1976-77      | «Сент-Луїс Блюз»    | НХЛ          | 31   | 14  | 9   | 23   | 15  | 4  | 1  | 1  | 2   | 2  |
| 1977-78      | «Сент-Луїс Блюз»    | НХЛ          | 72   | 17  | 24  | 41   | 27  |    |    |    |     |    |
| 1978-79      | «Сент-Луїс Блюз»    | НХЛ          | 74   | 31  | 64  | 95   | 14  |    |    |    |     |    |
| 1979-80      | «Сент-Луїс Блюз»    | НХЛ          | 79   | 38  | 56  | 94   | 24  | 3  | 1  | 0  | 1   | 2  |
| 1980-81      | «Сент-Луїс Блюз»    | НХЛ          | 78   | 31  | 73  | 104  | 47  | 11 | 8  | 10 | 18  | 2  |
| 1981-82      | «Сент-Луїс Блюз»    | НХЛ          | 74   | 30  | 62  | 92   | 70  | 10 | 3  | 15 | 18  | 10 |
| 1982-83      | «Сент-Луїс Блюз»    | НХЛ          | 75   | 24  | 60  | 84   | 24  | 4  | 2  | 3  | 5   | 0  |
| 1983-84      | «Сент-Луїс Блюз»    | НХЛ          | 79   | 41  | 66  | 107  | 43  | 11 | 4  | 4  | 8   | 10 |
| 1984-85      | «Сент-Луїс Блюз»    | НХЛ          | 76   | 30  | 73  | 103  | 27  | 3  | 0  | 2  | 2   | 4  |
| 1985-86      | «Сент-Луїс Блюз»    | НХЛ          | 80   | 34  | 68  | 102  | 34  | 19 | 7  | 14 | 21  | 17 |
| 1986-87      | «Сент-Луїс Блюз»    | НХЛ          | 64   | 20  | 52  | 72   | 32  | 6  | 3  | 3  | 6   | 18 |
| 1987-88      | «Сент-Луїс Блюз»    | НХЛ          | 79   | 20  | 69  | 89   | 52  | 10 | 2  | 6  | 8   | 18 |
| 1988-89      | «Сент-Луїс Блюз»    | НХЛ          | 66   | 22  | 45  | 67   | 54  | 10 | 4  | 8  | 12  | 0  |
| 1989-90      | «Детройт Ред-Вінгс» | НХЛ          | 73   | 17  | 40  | 57   | 24  |    |    |    |     |    |
| Всього в НХЛ | Всього в НХЛ        | Всього в НХЛ | 1000 | 369 | 761 | 1130 | 487 | 91 | 35 | 66 | 101 | 83 |